# Francesco Balbi da Correggio

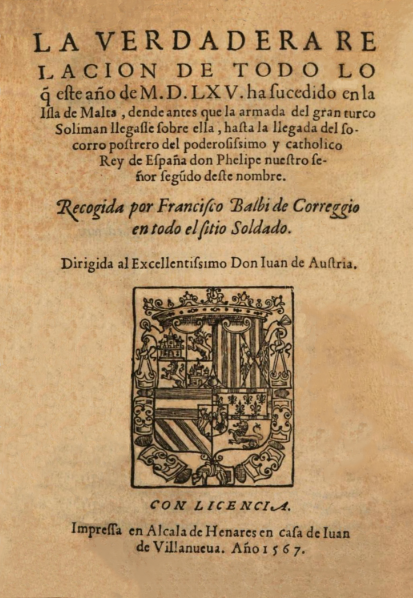
Prima edizione del diario di Balbi, stampata ad Alcalá de Henares nel 1567.

Francesco Balbi (Correggio, 16 marzo 1505 – 12 dicembre 1589) è stato uno scrittore e militare italiano, ha servito come archibugiere il contingente spagnolo durante l'assedio di Malta (1565) ad opera dei Turchi Ottomani. Egli è la principale fonte storica e diretta degli eventi del grande assedio in quanto trascrisse dettagliatamente i fatti in un suo personale diario che fu in seguito ripreso e pubblicato.

## Biografia
Come già precisato, quella di Balbi è la principale testimonianza diretta dell'assedio e tutte le storie successive si basano su di essa, tra cui quella di Giacomo Bosio, funzionario e storico appartenente all'Ordine dei Cavalieri di San Giovanni.
Il diario di Balbi, a quanto pare con alcune revisioni, è stato pubblicato in Spagna nel 1567. Una seconda edizione, riveduta e ampliata, è stata pubblicata nel 1568.